# Aili Pekonen
Aili Pekonen-Henschen, född 16 mars 1907 i Helsingfors, död 6 augusti 1986, var en svensk illustratör och modeskapare.

## Biografi
Aili Pekonen utbildade sig 1923–1928 på Konstfack inom måleri, keramik och reklamteckning. Efter att ha tjänstgjort som krigskorrespondent för Stockholms-Tidningen under Finska vinterkriget 1939–1940, kom hon att i allt större omfattning ägna sig åt modebranschen och dess publicitet. Hon blev en framgångsrik marknadsförare för svensk konfektionsindustri. Främst ägnade hon sig åt formgivning av skor och skinnkläder. 1957 utsågs hon till innehavare av en lärartjänst i modekunskap vid Konstfack som hon lämnade i början på 1970-talet. Därefter flyttade hon från Sverige och bosatte sig i södra Frankrike.

## Teater

### Kostym
| År   | Produktion                      | Upphovsmän   | Regi            | Teater         |
| ---- | ------------------------------- | ------------ | --------------- | -------------- |
| 1944 | Och han skämtar för dig, revy   | Kar de Mumma | Leif Amble-Næss | Blancheteatern |
| 1945 | En glädjande tilldragelse, revy | Kar de Mumma | Leif Amble-Næss | Blancheteatern |